# João Teves
João Teves est une localité du Cap-Vert située au cœur de l'île de Santiago, dans les îles de Sotavento. Siège de la municipalité (concelho) de São Lourenço dos Órgãos, c'est une « ville » (cidade) – un statut spécifique conféré automatiquement à tous les sièges de municipalités depuis 2010.

## Population
Lors du recensement de 2010, la localité comptait 1 699 habitants.